# Komdrup
Komdrup er en landsby i Himmerland med 73 indbyggere (2008), beliggende 3 km NV for Kongerslev, 3 km V for Nørre Kongerslev og 24 km SØ for Aalborg. Landsbyen hører under Aalborg Kommune i Region Nordjylland.
Komdrup ligger i Komdrup Sogn. Komdrup Kirke i landsbyens sydøstlige udkant - på dens højeste punkt - er en lille middelalderkirke uden tårn. Landsbyen er beliggende på et blødt bakkedrag, der fra SØ skråner ned mod engområdet omkring Skibsted Å mod vest.
Komdrup er koncentreret omkring en korsvej med bebyggelse primært på landevejens nordside. Der er blandet bebyggelse med mindre husmandssteder og ældre landarbejderhuse, primært med kalkede facader og eternittage. Desuden er der enkelte nyere parcelhuse. I byens udkanter findes landbrug i drift. Komdrup har desuden et forsamlingshus og et vandværk.

## Historie

### Jernbanen
Komdrup havde station på Aalborg-Hadsund Jernbane (1900-69). Stationen lå 1 km NØ for korsvejen og fik ikke den store betydning. I de senere år var den nedrykket til trinbræt. Stationsbygningen er nedrevet efter en brand. Retiradebygningen overlevede branden, men er også væk nu.
Fra det tidligere stationsareal går gang- og cykelstien Hadsundruten på banetracéet mod NV over Lindenborg Ådal til Vaarst.